# باشگاه فوتبال اولانچو
باشگاه فوتبال اولانچو که قبلاً با نام آلیانزا بسیرا یک باشگاه فوتبال حرفه‌ای هندوراسی است که در خوتیکالپا، اولانچو، هندوراس واقع شده است و در لیگ ملی فوتبال حرفه‌ای هندوراس رقابت می‌کند.